# Marasmarcha
Marasmarcha är ett släkte av fjärilar som beskrevs av Edward Meyrick 1886. Marasmarcha ingår i familjen fjädermott.

## Dottertaxa tillMarasmarcha, i alfabetisk ordning[1][2]
- Marasmarcha agrorum
- Marasmarcha altaica
- Marasmarcha asiatica
- Marasmarcha bonaespei
- Marasmarcha cinnamomea
- Marasmarcha colossa
- Marasmarcha crudipennis
- Marasmarcha decolorum
- Marasmarcha ehrenbergiana
- Marasmarcha fauna
- Marasmarcha gilvidorsis
- Marasmarcha glycyrrhizae
- Marasmarcha glycyrrihzavora
- Marasmarcha griseodactylus
- Marasmarcha iranica
- Marasmarcha leucocrossa
- Marasmarcha liophanes
- Marasmarcha lunaedactyla
- Marasmarcha lydia
- Marasmarcha oxydactylus
- Marasmarcha pacifica
- Marasmarcha pavidus
- Marasmarcha phaeodactyla
- Marasmarcha pumilio
- Marasmarcha rhypodactyla
- Marasmarcha sarcochroa
- Marasmarcha sisyrodes
- Marasmarcha spinosa
- Marasmarcha tenax
- Marasmarcha tugaicola
- Marasmarcha tuttodactyla
- Marasmarcha verax
- Marasmarcha wullschlegeli